# Cartouche (film, 1934)
Pour les articles homonymes, voir Cartouche.
Pour plus de détails, voir Fiche technique et Distribution.
Cartouche est un film français de Jacques Daroy réalisé en 1934.

## Synopsis
Évocation de la vie de Louis Dominique Cartouche (1693-1721), grand bandit du XVIIIe siècle.
Cartouche tombe amoureux de la fille d'un officier de police. Il veut s'amender. Il décide cependant de faire un dernier « coup » mais il se fera prendre...

## Fiche technique
- Titre original : Cartouche
- Réalisation : Jacques Daroy, assisté de Carmona
- Scénario : Éric Roman
- Décors : Jean Douarinou
- Photographie : Nicolas Hayer et Alain Douarinou
- Son : Jacques Carrère
- Musique : Raymond Wraskoff et Lionel Darty
- Directeur de production : Alphonse-Lucien Blondeau
- Société de production : A.L.B. Films
- Société de distribution : Les Films J. Sefert
- Pays de production : France
- Langue originale : français
- Format : noir et blanc — 35 mm — 1,37:1 — Son mono
- Genre : drame
- Durée : 91 minutes
- Date de sortie : France : 28 septembre 1934

## Distribution
- Paul Lalloz : Cartouche
- Lucien Blondeau : Saint-Serge
- Jacqueline Mignac : Anne Saint-Serge
- Mila Parély : Jeanneton
- Léna Roussika : la bohémienne
- Octave Berthier : d'Argenson
- Lucienne Amblard : Conchita
- Irène Amyo : Rose
- Lisa Aubertin : La femme Le Craqueur
- Jean Bor : Le Lorrain
- Champagne : Le greffier
- Roger Coutant : du Tresnel
- Eddy Debray : Le Lieutenant criminel
- Max Delty : Le Lieutenant de police
- Luce Derly : La marchande de rubans
- Henri Desmarets : Le président
- Georges Floquet : Le Flamand
- Paul Forget : Le curé
- Gilbert : Mme Salomon
- Lucas Gridoux : Salomon
- Abel Jacquin : Saint-Etienne
- E. Lafond : La suivante
- Géo Leroy : L'archer
- Nadine Lorval : Margot
- Paul Marcel : Le capucin
- J.P. Martin : Le bourgeois
- Paulin : L'aide-bourreau
- Pilaud : Le soldat de garde
- de Riva : La Flamande
- Louis Robur : Cornèque
- Émile Ronet : Gaillard
- Noël Roquevert
- Siterre : Le Limousin
- Antoine Stacquet : Le bourgeois
- René Stern : Le Craqueur
- Marcel Talmont : Le charpentier
- Roger Tullio : Beaulieu
- René Vannier : La Pistole

## Autour du film
- Vingt-huit ans après avoir tourné la version de Jacques Daroy, Noël Roquevert a joué dans la seconde version de Cartouche de Philippe de Broca en 1962.